# اس‌ام یوبی-۶۰
اس‌ام یوبی-۶۰ (به انگلیسی: SM UB-60) یک زیردریایی بود که طول آن ۵۵٫۵۲ متر (۱۸۲٫۲ فوت) بود. این زیردریایی در سال ۱۹۱۷ ساخته شد.